# Lý Thánh Tông
Lí Thánh Tông (Chữ nho: 李聖宗; né Lí Nhật Tôn, 李日尊; règne 1054–1072), né le 25 février 1023 et mort le 1er février 1072 à 48 ans. 
Lí Thánh Tông a le titre posthume du troisième empereur de la dynastie Lí du Viêt Nam.
Il est le fils de Lí Thái Tông, né sous le nom de Lí Phật Mã, le 29 juillet 1000 dans le district de Hoa Lư et décédé le 3 novembre 1054 à Trường Xuân, et l'Empereur du Đại Cồ Việt de 1028 à 1054 et deuxième représentant de la dynastie Lí.
Lí Thánh Tông tout comme son père Lí Thái Tông ainsi que son grand-père Lí Thái Tổ (chữ Hán: 李太祖) (974-1028), est considéré comme un des plus talentueux et bienveillants rois de l'histoire du Viêt Nam.
Lí Thánh Tông est le successeur de Lí Thái Tổ (de son vrai nom Lí Công Uẩn) qui ordonna en 1010 le transfert de la capitale Thăng Long, sur l'emplacement de Hanoï actuel. Hanoï restera la capitale jusqu'au XIXe siècle et a fêté son millénaire en 2010.
Avec les Lí, une législation écrite fut instaurée et impulsée par Lí Thánh Tông. En 1042, le roi ordonna à ses mandarins de rédiger un code pénal. En 1054, Lí Thánh Tông donna au pays le nom de Đại Việt, auparavant le pays était baptisé Đại Cồ Việt (chữ Hán: 大瞿越) depuis 968 et sa création par Đinh Bộ Lĩnh.

## Biographie
Le règne des Ly et de Lý Thánh Tông se caractérise par une centralisation administrative, la paix intérieure, la sauvegarde de l'indépendance nationale, l'agriculture, atout majeur de l'économie vietnamienne dont le développement était favorisé. L'histoire relate peu de famines sévères du temps des Ly et des Tran. Les rois Ly procédaient de temps à autre à des remises d'impôts pour favoriser les paysans.

### Un Prince héritier très doué
Il était le fils aîné de  Lý Thái Tông et son épouse était l'impératrice Mai Thị. Il est né le 25 février 1023 (cette date est fêtée  dans le calendrier lunaire, le calendrier officiel vietnamien durant la période féodale) au palais de Càn Đức. En 1028, il fut sacré Prince héritier après que son père accéda au trône.
Il fut très tôt expert dans beaucoup de domaines de son époque, tels que l'histoire, la littérature, la musique, mais aussi les arts martiaux. Comme son père, il fut bientôt présenté hors de la citadelle de la capitale pour être en relation avec la classe dirigeante de la société, suivant la tradition de sa dynastie. Il vivait parmi le peuple et comprenait profondément la misère et l'esclavage sous l'héritage du roi, faisant de lui un règne bienveillant après sa succession.
À l'âge exact de 15 ans, il fut nommé Grand Général, en réprimant la révolte de Lam Tay (Province de Lai Châu), et se distingua par quelques exploits. Lorsqu'il eut atteint 17 ans, son père permit à Thanh Tong de mener une armée pour conquérir Nùng Tồn Phúc, il fut chargé par le régent de régner sur la capitale pour diriger des affaires de justice.
En 1040, quand il eut atteint 18 ans, tous les litiges importants dans lesquels la nation était concernée lui furent dévolus. Un édifice connu comme le palais de Quảng Vũ lui fut confié.
En 1043, il fut encore nommé comme Grand Général pour défaire Châu Ái (Province de Thanh Hóa). Un an plus tard, pendant que son père  dépêchait l'armée pour défaire le Champa, il fut encore chargé de la régence, reconnu avec le titre d'"exarque de la capitale."
En janvier 1045, alors qu'il était malade, Lý Thái Tông lui permit tout de même de tenir la Cour. Deux mois après, Lý Thái Tông mourut et ensuite Lý Nhật Tôn officiellement accéda au trône.

### un Empereur bienveillant
En 1054 peu après sa succession, Lý Thánh Tông modifia le nom national de "Đại Cồ Việt" en "Đại Việt" (littéralement "Grand Viet"), inaugurant ainsi une des périodes les plus prospères de l'histoire du Vietnam. Lý Thánh Tông gouverna avec compassion son peuple et à travers son règne, il demeura bienveillant dans tout son royaume, y compris à l'égard des prisonniers. Une année, quand il fit un hiver anormalement froid et long, il confia à ses conseillers, étant donné que dans le palais il y avait assez de vêtements, et que les prisonniers pouvaient mourir de froid facilement. Alors, il ordonna à ses serviteurs d'apporter la nourriture, des nattes et des couvertures à ces prisonniers.
Sa bienveillance a maintenu la stabilité et la paix dans le pays, et une grande partie de son peuple le vénérait. Il pratiqua le bouddhisme pendant son règne, Ly Thanh Tông construisit de nombreuses tours-pagodes et installa quelques grandes et impressionnantes cloches. Cependant, il a également eu un respect pour le confucianisme, et afin de civiliser les gens, il exploita «Van Miếu", le Temple de la Littérature, et commanda quelques grandes sculptures de Confucius et 72 sages. Depuis, le Vietnam a eu Văn Miếu, le site pour commémorer toutes les personnes ayant obtenu le titre de «SI Tiến" (médecin).
Son épouse Ỷ Lan, montra également une grande compétence dans l'administration. Comme Lý Thánh Tông n'eut pas d'héritier, quand il partit en guerre, c'est elle qui fut chargée des affaires du pays.

### Les grands travaux de Lý Thánh Tông
En 1042, Lý Thánh Tông instaura la mise en place des lois écrites ainsi :"Rectifier les lois et règlements, pour les adapter aux circonstances actuelles, de les classer d'en rédiger les diverses clauses afin d'en faire un code pénal facile à comprendre pour tous." Le code pénal, une fois finalisé, fut porté à la connaissance de la population. L'histoire indique que le peuple en fut satisfait.
La terre appartenait de droit au roi. Les rois Lý attachaient une grande importance à l'agriculture. Chaque année, continuant une tradition inaugurée par Lê Hoàn, les rois allaient labourer à titre symbolique une parcelle de rizière, après une cérémonie en l'honneur du dieu de l'agriculture. En 1038, un mandarin ayant conseillé au roi Lý Thánh Tông de ne point s'abaisser à labourer se vit répliquer : "Si je ne laboure pas moi-même en matière d'offrande au ciel, comment pourrais-je donne l'exemple à tout le peuple?"
La législation punissait sévèrement ceux qui volaient ou tuaient des buffles.
Un grand nombre de digues et travaux hydrauliques ont été construits, cela en vue de gagner des terres sur le bord de mer ; en 1029 sous Lý Thánh Tông, c'est la digue de Lâm qui fut bâtie.

### Défaites des Song
Après la stabilisation de la nation, il a travaillé à l'extension de son royaume. Il réorganisa l'armée et créa des titres de l'armée pour chaque partie. Il a totalement divisé sa principale cohorte en 100 petits groupes mais répartis en quatre grands groupes : gauche, droite, avant, et à l'arrière, avec des supports de cavalerie et trébuchets. L'armée a été assemblée dans une autre partie. Le facteur tactique de l'armée Đại Việt à cette époque a pris une avance reconnue par ses rivaux.
En 1060, il a commandé l'exarque de "lang Châu" pour combattre l'armée Song le long de la frontière entre les deux nations. L'infanterie vietnamien a gagné et fait prisonnier le général Song (vietnamien: Dương Bảo TAI). Après un conflit avec Đại Việt, l"autre partie envoya un émissaire afin de négocier avec la cour Đại Việt. Le négociateur a été bien traité, mais Đại Việt péremptoirement n'a pas libéré ce général.

### Les minorités ethniques et les révoltes des Champa
Comme Champa posait constamment des problèmes le long de la zone près de la frontière entre les deux pays, en pénétrant parfois pour piller, en 1069 Ly Thanh Tông conduisit lui-même une armée pour les combattre. Il battît l'armée Cham, brûla Vijaya, et captura le roi du Champa, Rudravarman III. Le souverain prisonnier proposa un marché à Ly Thanh Tông, le libérer en échange de trois domaines, appelés DJIA Ly, Ma Linh, et Bo Chính. Depuis ce temps, ces territoires font désormais partie de la province de Quang Binh et de celle de Quang Tri.
En janvier 1072, il succomba subitement à l'âge de 48 ans, après 17 années de règne.

### Noms selon les périodes de son règne
Lors de son règne, Ly Thanh Tông utilisa 6 noms:
- Long Thụy Thái Bình (1054–1058)
- Chương Thánh Gia Khánh (1059–1065)
- Long Chương Thiên Tự (1066–1067)
- Thiên Huống Bảo Tượng (1068)
- Thần Vũ (1069–1072)